# Ministério da Defesa Nacional (Grécia)
O Ministério da Defesa Nacional (em grego:  Υπουργείο Εθνικής Άμυνας, abreviadamente ΥΠΕΘΑ), é a organização do gabinete civil responsável pela gestão das Forças Armadas Helênicas, cujo líder é, de acordo com a Constituição (artigo 45), o Presidente da República, mas sua administração é exercida apenas pelo Primeiro Ministro e pelo Governo da Grécia. Está localizado na Avenida Messogion 227-231, no acampamento Papagos (Pentágono) em Atenas, entre Papagos e Holargos.
Hoje ocupa hierarquicamente o 3.º lugar no ranking dos ministérios, segundo decisão do Primeiro-Ministro (Diário do Governo B/1594/25-6-2013). O cargo mais alto da história do ministério foi o segundo, atrás do ministério da presidência do governo, no último governo de Andreas Papandreou (1993-1996).
É considerado um ministério de particular prestígio e é um dos mais apetecíveis aos membros de cada governo, porque tutela as Forças Armadas, gere vultosas somas de dinheiro e costuma estar afastado das mazelas e desgastes vida cotidiana.
Desde 9 de julho de 2019, o ministro da Defesa Nacional é Nikos Panagiotopoulos.

## História
Foi fundada em 1950 a partir da unificação de três Ministérios: sob a influência de assessores americanos. No entanto, um único Ministério da Defesa Nacional foi estabelecido e operado no período de três anos de 1941-44 pelos governos fantoches (o legítimo governo grego exilado do Oriente Médio manteve os Ministérios separados de Assuntos Militares, Assuntos Navais e Aviação para as Forças Armadas gregas livres lá).

## liderança civil
- Ministro da Defesa Υπουργός Εθνικής Άμυνας (Υ. ΕΘ. Α)
- Ministro Alternativo da Defesa Αναπληρωτής Υπουργός Εθνικής Άμυνας (ΑΝ. Υ. ΕΘ. Α)
- Ministro Adjunto da Defesa Υφυπουργός ή Υφυπουργοί Εθνικής Άμυνας (ΥΦ. ΕΘ. Α)

## órgãos consultivos
- Conselho de Defesa Συμβούλιο Άμυνας (ΣΑΜ)
- Conselho dos Chefes do Estado-Maior Συμβούλιο Αρχηγών Γενικών Επιτελείων (ΣΑΓΕ)
- Chefe do Estado- Maior da Defesa Nacional
- Conselhos Supremos dos Ramos das Forças Armadas Ανώτατα Συμβούλια των Κλάδων των Εvόπλων Δυνάμεων (ΑΣΣ–ΑΝΣ–ΑΑΣ)
- Chefes do Estado-Maior dos três Ramos das Forças Armadas

### Direções do MoND
O ministério está estruturado em três Direções Gerais:
- Direção-Geral de Planejamento e Apoio Financeiro
- Direção-Geral de Equipamentos e Investimentos de Defesa
- Direcção-Geral de Política de Defesa Nacional e Relações Internacionais

Existem ainda os Departamentos de:
- Departamento de Briefing Διεύθυνση Ενημέρωσης
- Fundo de Auxílio para Deficientes e Vítimas de Guerra
- Setor administrativo único Ενιαίος Διοικητικός Τομέας

## responsabilidades
- - Exército da Grécia
  - Marinha da Grécia
  - Força Aérea Grega